# Адміністративний поділ Єврейської автономної області

Мапа адміністративно-територіальних одиниць регіону.

Єврейська автономна область — невеликий регіон Росії, розташований на її далекому сході. Це — єдина автономна область у складі Росії. Згідно із законом «Про адміністративно-територіальний устрій Єврейської автономної області» від 20 липня 2011 року автономна область ділиться на 5 районів і 1 місто — Біробіджан.

## Муніципальний устрій
В рамках муніципального устрою АО, в межах адміністративно-територіальних одиниць Єврейської автономної області було створено 33 муніципальних утворення (станом на 1 січня 2016 року):
- 1 міський округ
- 5 муніципальних районів